# Jean Baily
Jean Baily, né le 13 juin 1937 à Namur, est un compositeur, chef d'orchestre, organiste et bassoniste belge.

## Décoration
- Officier de l'ordre de Léopold